# Liste des plantes du Canada D
 Voici la liste des plantes du Canada. Les plantes indigènes au Canada sont indicées avec un  N, et les plantes introduites, le sont avec un  X.
A | B | C | D | E | F | G | H | I | J | K | L | M | N | O | P | Q | R | S | T | U | V | W | XYZ

## Da
- Dalea
  - Dalea purpurea

- Dalibarda — dalibardes
  - Dalibarda repens — dalibarde rampante

- Danthonia — danthonies
  - Danthonia compressa — danthonie comprimée
  - Danthonia spicata — danthonie à épi

## De
- Decodon — décodons
  - Decodon verticillatus — décodon verticillé

- Dennstaedtia
  - Dennstaedtia punctilobula

- Deparia — deparies
  - Deparia acrostichoides — deparie faux-acrostic

- Deschampsia — canches
  - Deschampsia atropurpurea
  - Deschampsia cespitosa subsp. cespitosa — canche cespiteuse, canche gazonnante, deschampsie cespiteuse
  - Deschampsia flexuosa — canche flexueuse, deschampsie flexueuse

- Descurainia — sagesses
  - Descurainia pinnata — sagesse à fruits courts
  - Descurainia richardsonii — sagesse de Richardson

- Desmodium — desmodies
  - Desmodium canadense — desmodie du Canada
  - Desmodium canescens
  - Desmodium cuspidatum
  - Desmodium glutinosum
  - Desmodium illinoense — Extirpé
  - Desmodium nudiflorum — desmodie nudiflore
  - Desmodium paniculatum var. dillenii
  - Desmodium paniculatum var. paniculatum
  - Desmodium rotundifolium — desmodie à feuilles rondes

## Di
- Diarrhena
  - Diarrhena obovata

- Dicentra — dicentres
  - Dicentra canadensis — dicentre du Canada
  - Dicentra cucullaria — dicentre à capuchon

- Diervilla — dièrevilles
  - Diervilla lonicera — dièreville chèvrefeuille, herbe bleue

- Digitaria
  - Digitaria cognata

- Dioscorea
  - Dioscorea quaternata

- Diphasiastrum — lycopodes
  - Diphasiastrum complanatum — lycopode aplati
  - Diphasiastrum digitatum — courants verts, lycopode en éventail
  - Diphasiastrum sabinifolium — lycopode à feuilles de genévrier
  - Diphasiastrum sitchense — lycopode de Sitka
  - Diphasiastrum tristachyum — lycopode à trois épis

- Diplazium — diplazies
  - Diplazium pycnocarpon — diplazie à sores denses

- Dirca — dircas
  - Dirca palustris — dirca des marais

## Do
- Doellingeria — asters
  - Doellingeria umbellata var. pubens — aster pubescent
  - Doellingeria umbellata var. umbellata — aster à ombelles

## Dr
- Draba — draves
  - Draba alpina — drave alpine
  - Draba arabisans — drave arabette
  - Draba aurea — drave dorée
  - Draba cana — drave blanchâtre
  - Draba cinerea — drave cendrée
  - Draba glabella — drave glabre
  - Draba incana — drave grisâtre
  - Draba lactea — drave laiteuse
  - Draba nemorosa — drave des bois
  - Draba nivalis — drave des neiges
  - Draba norvegica — drave de Norvège
  - Draba reptans

- Dracocephalum — dracocéphales
  - Dracocephalum parviflorum — dracocéphale parviflore

- Drosera — rossolis
  - Drosera anglica
  - Drosera intermedia — rossolis intermédiaire
  - Drosera linearis — rossolis à feuilles linéaires
  - Drosera rotundifolia — rossolis à feuilles rondes

- Dryas — dryades
  - Dryas drummondii — dryade de Drummond
  - Dryas integrifolia — dryade à feuilles entières

- Dryopteris — dryoptères
  - Dryopteris carthusiana — dryoptère de Carthus, dryoptère spinuleuse
  - Dryopteris clintoniana — dryoptère de Clinton
  - Dryopteris cristata — dryoptère à crêtes
  - Dryopteris expansa — dryoptère étalée, dryoptère dressée
  - Dryopteris filix-mas — fougère mâle, dryoptère fougère-mâle
  - Dryopteris fragrans — dryoptère odorante
  - Dryopteris goldiana — dryoptère de Goldie
  - Dryopteris intermedia — dryoptère intermédiaire
  - Dryopteris marginalis — dryoptère à sores marginaux

## Du
- Dulichium — duliches
  - Dulichium arundinaceum — duliche roseau

- Dupontia — duponties
  - Dupontia fisheri — dupontie de Fischer

## Dy
- Dyssodia
  - Dyssodia papposa